# Лучинське (Україна)
Лу́чинське (в минулому — Сакальськ-Лучинське (до 01.02.1945), Шайков, Майорське, Сніжко-Блоцький, Віровка) — село в Україні, у Степанівській сільській громаді Роздільнянського району Одеської області. Населення становить 725 осіб.

## Історія
У 1887 році на хуторі Лучинського (Сніжко-Блоцького) Розаліївської волості Тираспольського повіту Херсонської губернії мешкало 12 чоловіків та 10 жінок.
В 1896 році на 2-х хуторах Лучинського (Майорське, Сніжко-Блоцький, Віровка) Розаліївської волості Тираспольського повіту Херсонської губернії при балці Варварівка, було 17 дворів, у яких мешкало 103 людини (44 чоловіка і 59 жінок).
На 1916 рік на хуторі Лучинського Понятівської волості Тираспольського повіту Херсонської губернії, мешкало 105 людей (54 чоловіка і 53 жінки).
Станом на 28 серпня 1920 року на хуторі Лучинського (Шайков) Розаліївської волості Тираспольського повіту Одеської губернії, було 9 домогосподарств. Для 5 домогосподарів рідною мовою була німецька, 4 — українська. На хуторі 54 людини наявного населення (26 чоловіків і 28 жінок). Родина домогосподаря: 25 чоловіків та 27 жінок (родичів: 1 і 1 відповідно).
На 1 вересня 1946 року село входило до складу Мар'янівської сільської Ради.
У першій половині 1960-х років до складу Лучинського увійшли колишні села Бессарабка, Більшовик-Федорівка та Додонове.

## Населення
Згідно з переписом УРСР 1989 року чисельність наявного населення села становила 575 осіб, з яких 254 чоловіки та 321 жінка.
За переписом населення України 2001 року в селі мешкало 590 осіб.

### Мова
Розподіл населення за рідною мовою за даними перепису 2001 року:
| Мова       | Відсоток |
| ---------- | -------- |
| українська | 89,71 %  |
| російська  | 6,24 %   |
| гагаузька  | 2,70 %   |
| молдовська | 0,84 %   |
| білоруська | 0,51 %   |